# 托雷瓦哈
托雷瓦哈，是西班牙巴伦西亚自治区巴伦西亚省的一个市镇。总面积5平方公里，总人口423人（2001年），人口密度85人/平方公里。